# Frank Whaley
Frank Whaley est un acteur, réalisateur et scénariste américain, né le 20 juillet 1963 à Syracuse (New York).

## Filmographie

### Comme acteur
- 1987 : Soldier Boys (TV) : Scott
- 1987 : Seasonal Differences (TV) : Jeff Dillon
- 1987 : Ironweed : Young Francis Phelan
- 1989 : Unconquered (TV) : Arnie
- 1989 : Jusqu'au bout du rêve (Field of Dreams) : Archie Graham
- 1989 : Little Monsters : Boy
- 1989 : Né un 4 juillet (Born on the Fourth of July) : Timmy
- 1990 : Cold Dog Soup : Michael Latchmer
- 1990 : Premiers Pas dans la mafia (The Freshman) : Steve Bushak, Clark's Roommate
- 1990 : Flying Blind (TV)
- 1991 : The Doors : Robby Krieger
- 1991 : Une place à prendre (Career Opportunities) de Bryan Gordon : Jim Dodge
- 1991 : JFK : Oswald Imposter (credited on Director's Cut)
- 1992 : Back in the U.S.S.R. : Archer
- 1992 : Section 44 (A Midnight Clear) : Paul (Father) Mundy
- 1992 : Hoffa : Young Kid
- 1993 : Swing Kids : Arvid
- 1993 : Fatal Deception: Mrs. Lee Harvey Oswald (TV) : Lee Harvey Oswald
- 1993 : To Dance with the White Dog (TV) : James
- 1994 : Pulp Fiction : Brett
- 1994 : Swimming with Sharks : Guy
- 1994 : L'Amour en équation (I.Q.) : Frank
- 1995 : Cafe Society : Mickey Jelke
- 1995 : Homage (en) : Archie Landrum
- 1995 : Au-delà du réel : l'aventure continue : Henry Marshall (Saison 1, Episode 13 : Une Deuxième Chance)
- 1995 : La Mort pour vivre (The Desperate Trail) (vidéo) : Walter Cooper
- 1996 : Bombshell : Malcolm Garvey
- 1996 : Broken Arrow de John Woo : Giles Prentice
- 1996 : The Winner : Joey
- 1997 : Rétroaction (Retroactive) : Brian
- 1997 : Dead Man's Gun (TV) : Cole (segment My Brother's Keeper)
- 1998 : Went to Coney Island on a Mission from God... Be Back by Five : Skee-Ball Weasel
- 1998 : The Wall (en) (TV) : Bishop
- 1998 : Quand les clairons se taisent (en) (When Trumpets Fade) (TV) : Medic Chamberlain
- 1998 : Buddy Faro (série TV) : Bob Jones
- 1999 : Joe the King : Angry guy who Bob Henry owes money to
- 1999 : Curtain Call : Brett Conway
- 1999 : Amours et rock'n' roll (Shake, Rattle and Roll: An American Love Story) (TV) : Allen Kogan
- 2000 : Two Family House (en) de Raymond De Felitta (en) : Narrator
- 2001 : Bad News Mr. Swanson (TV)
- 2001 : Glam : Franky Syde
- 2001 : À la poursuite du bonheur (Pursuit of Happiness) : Alan
- 2001 : The Jimmy Show : Jimmy O'Brien
- 2001 : Chelsea Walls : Lynny Barnum
- 2002 : Sun Gods (TV)
- 2002 : La Treizième Dimension (TV)
- 2002 : Dragon rouge (Red Dragon) : Ralph Mandy
- 2003 - 2004 : Dead Zone : Christopher Wey
- 2003 : A Good Night to Die : Chad
- 2003 : Rock Academy (The School of Rock) : Battle of the bands director
- 2004 : NCIS : Enquêtes spéciales : Jeffery White
- 2005 : Détective (TV) : Brewmaster
- 2005 : Mme Harris (Mrs. Harris) (TV) : George Bolen
- 2006 : Ma grand-mère est riche (Where There's a Will) (TV) : Richie Greene
- 2006 : World Trade Center : Chuck Sereika
- 2006 : Psych Épisode 7 : La Maison hantée
- 2006 : The Hottest State : Harris
- 2007 : Motel (Vacancy) : Mason
- 2008 : Dr House (Saison 4 épisode 5 : Miroir, miroir)(TV) : Robert Elliott
- 2008 : New York, unité spéciale (Saison 10 épisode 9 : Syndrome post-traumatique)(TV) : Commandant Grant Marcus
- 2009 : Dark Side (As Good as Dead) : Aaron
- 2012 : Alcatraz : officier Donovan
- 2013 : Ray Donovan (série TV) : Van Miller (Agent du FBI)
- 2014 : Blacklist : Karl Hoffman
- 2014 : Gotham (TV) : Doug
- 2014 : Rob the Mob de Raymond De Felitta (en)
- 2015 : Under the Dome (série TV, 3 épisodes) : Dr Marston
- 2016 : Luke Cage (TV) : Rafael Scarfe
- 2016 : Madoff, l'arnaque du siècle (TV) : Harry Markopolos
- 2016 : Elementary (Saison 5 épisode 5 : To catch a predator) (TV) : Winston Utz
- 2017 : MacGyver (Saison 1 épisode 14 : Agent Double) (TV) : Douglas Bishop
- 2017 : Monster Cars (Monster Trucks) de Chris Wedge
- 2019 : Queens (Hustlers) de Lorene Scafaria

### Comme réalisateur
- 1999 : Joe the King
- 2001 : The Jimmy Show
- 2007 : New York City Serenade

### Comme scénariste
- 1999 : Joe the King
- 2001 : The Jimmy Show
- 2007 : New York City Serenade

## Voix françaises
En France
| - Éric Legrand (*1952 - 2025) dans : - Né un 4 juillet - A Midnight Clear - Pulp Fiction - New York, police judiciaire (série télévisée) - Dead Zone (série télévisée) - New York, section criminelle (série télévisée) - NCIS : Enquêtes spéciales (série télévisée) - Ma grand-mère est riche (téléfilm) - Boston Justice (série télévisée) - New York, unité spéciale (série télévisée) - Dark Side - Ugly Betty (série télévisée) - Médium (série télévisée) - Burn Notice (série télévisée) - NYC 22 (série télévisée) - Ray Donovan (série télévisée) - Rob the Mob - Monster Cars - Madoff, l'arnaque du siècle (mini-série) - Elementary (série télévisée) - Christian Visine, dans : - Motel - Dr House (série télévisée) - Blue Bloods (série télévisée) - Blacklist (série télévisée) - Vincent Ropion dans : - Premiers pas dans la mafia - Under the Dome (série télévisée) - Bull (série télévisée) | - Cédric Dumond dans : - Une place à prendre - World Trade Center - Bernard Gabay dans : - Swing Kids - Quand les clairons se taisent - Jean-Philippe Puymartin dans : - Swimming with Sharks - Luke Cage (série télévisée) - Laurent Mantel dans (les séries télévisées) : - New York, police judiciaire - Divorce Et aussi - Bruno Choël dans Rock Academy - Hervé Rey dans Ironweed - Franck Capillery dans Jusqu'au bout du rêve - Tanguy Goasdoué dans Hoffa - Ludovic Baugin dans JFK - Thierry Ragueneau dans La Treizième Dimension (série télévisée) - Olivier Jankovic dans L'Amour en équation - Denis Laustriat dans Broken Arrow - Cyrille Artaux dans Les Flambeurs - Julien Kramer dans Dragon rouge - Laurent Morteau dans Psych : Enquêteur malgré lui (série télévisée) - Pierre Laurent dans Drillbit Taylor, garde du corps - Guillaume Lebon dans Les Experts, (série télévisée) - Mark Lesser dans Unforgettable - Christophe Desmottes dans Gotham (série télévisée) - Jérémie Covillault dans Chicago Med (série télévisée) - Stéphane Miquel dans Empire (série télévisée) - Arnaud Bedouët dans MacGyver (série télévisée) - Charles Borg dans Gone (série télévisée) |